# 谷琰
谷琰（1431年—？），字邦器，直隸大名府開州人，明朝政治人物。

## 生平
順天府鄉試第三十一名。天順四年（1460年）庚辰科會試第十九名，殿試登進士第三甲第六十六名。歷官戶部郎中，升福建邵武府知府。

## 家族
曾祖父谷友增。祖父谷昇。父亲谷禮。